# Schloss Bergedorf

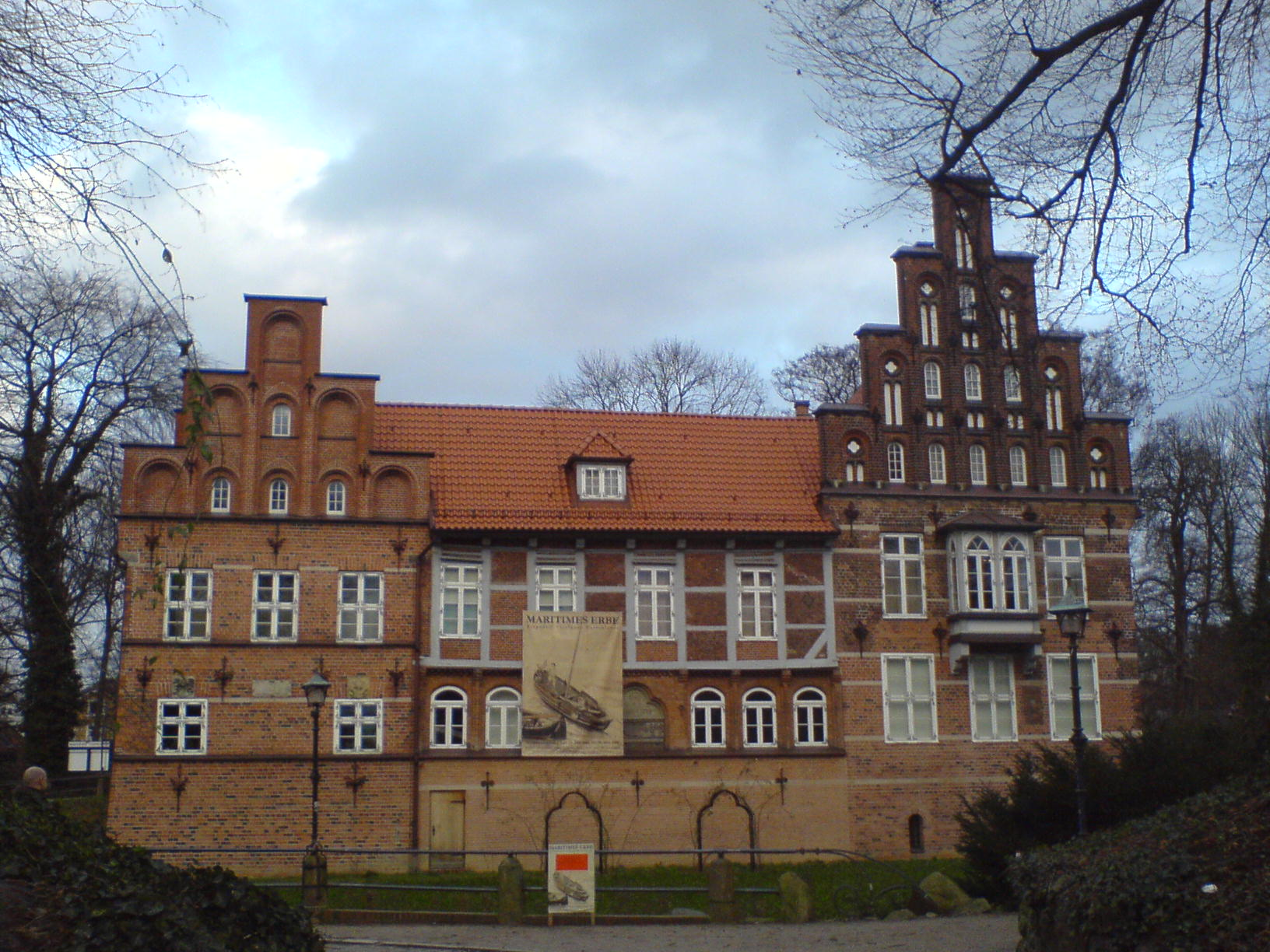
Das Bergedorfer Schloss, Blick auf die Stadtseite mit den Stufengiebeln

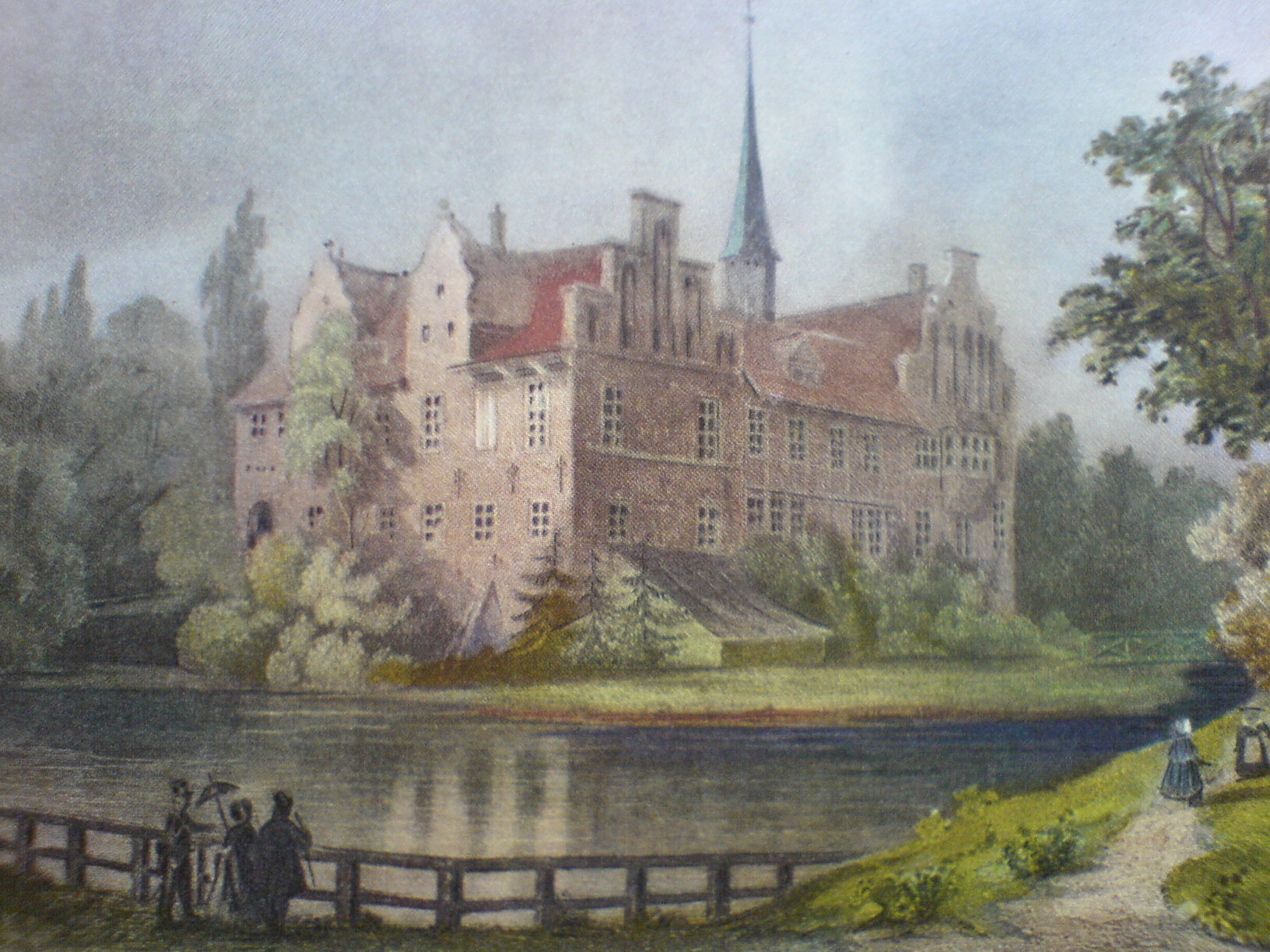
Das Schloss um 1850

Das Schloss 1899, Blick auf den neugotischen Turm

Das Bergedorfer Schloss ist das einzig erhaltene Schloss im Hamburger Stadtgebiet, wenn man vom nur noch in Resten erhaltenen Harburger Schloss absieht. Es liegt im Stadtteil Bergedorf direkt in der Mitte des ehemaligen Ortskerns an der Bille.

## Geschichtlicher Überblick

### Geschichte des Schlosses

Erstürmung des Schlosses 1420

Die Ursprünge des Bergedorfer Schlosses lassen sich bisher nicht eindeutig klären. In Urkunden wird ein „festes Haus“ erstmals im 14. Jahrhundert erwähnt. Da 1208 Graf Albrecht von Orlamünde den Fluss Bille aufstaute und eine Mühle anlegte, ist es aber möglich, dass damals schon eine erste Schutzeinrichtung errichtet wurde. Vermutlich handelte es sich um eine palisadenumschlossene und mit doppeltem Wassergraben und Zugbrücke gesicherte Anlage. Im Inneren wird sich – wie in anderen neudeutschen Niederungsburgen auch – ein massiver Turm als Rückzugsort für den Angriffsfall sowie ein Wirtschafts- und Wohngebäude mit Stallungen und Brunnen befunden haben. Da bisher keine systematischen Bodenuntersuchungen durchgeführt wurden, bleibt dies aber Spekulation.
Bis 1420 diente die Anlage den Herzögen von Sachsen-Lauenburg zeitweise als Residenz. Danach brachten die Hansestädte Lübeck und Hamburg im Frieden von Perleberg das Amt Bergedorf (inklusive der Vierländer Dörfer Altengamme, Curslack, Kirchwerder und Neuengamme sowie Geesthacht) unter ihre Herrschaft, und das Schloss wurde Sitz einer beiderstädtischen Verwaltung. (→ Liste der Amtmänner des Beiderstädtischen Amtes Bergedorf).
1868 kaufte Hamburg den Lübecker Anteil auf und beendete so das fast 450 Jahre währende Kondominium. Das Gebäude beherbergte fortan verschiedene Teile der kommunalen Verwaltung, wie Gericht und Polizei. 

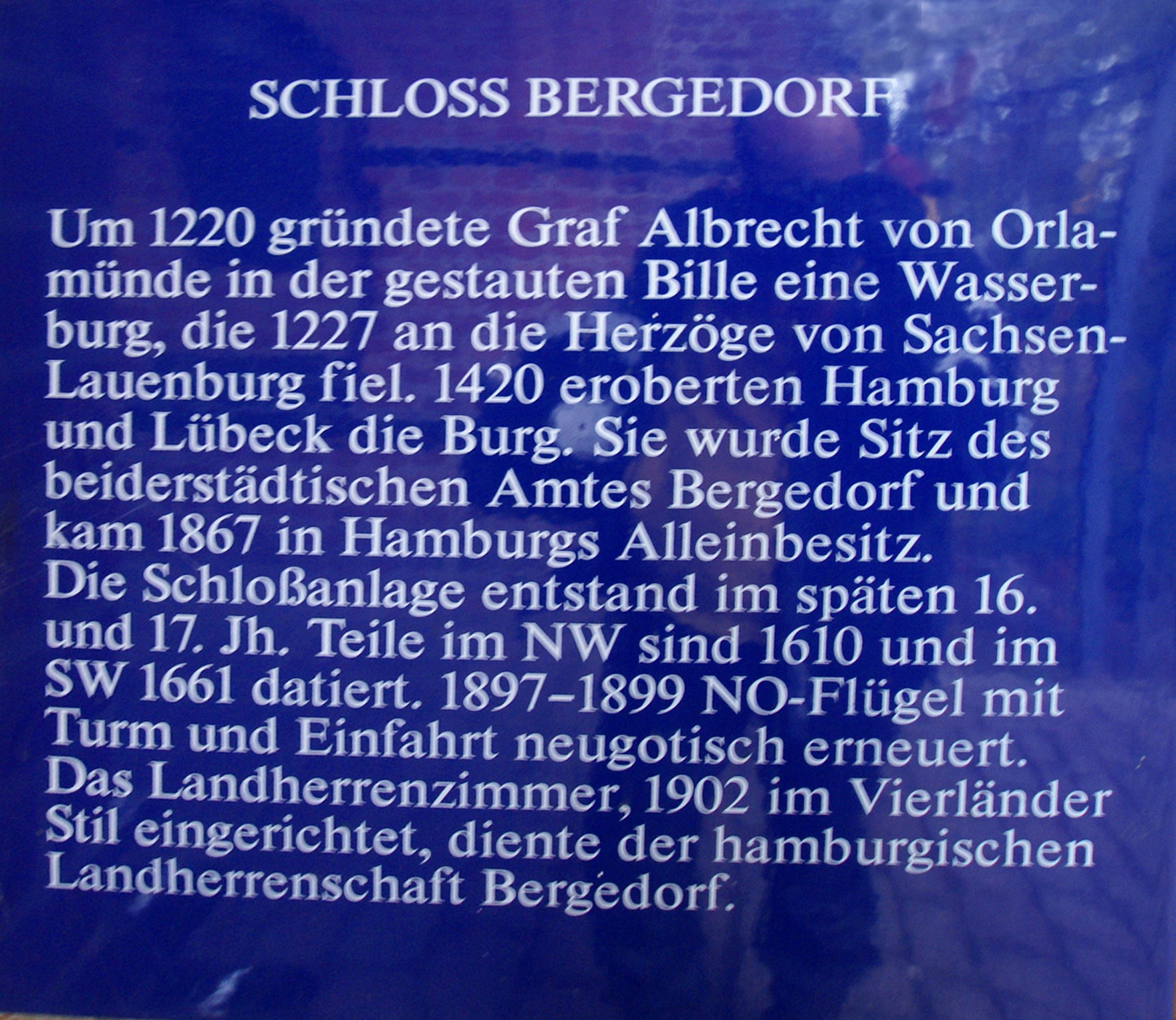
Schild am Schlosseingang

### Heutige Nutzung
Seit 1953 beherbergt das Schloss das Museum für Bergedorf und die Vierlande und ist zusammen mit dem Freilichtmuseum Rieck-Haus Teil der Bergedorfer Museumslandschaft. Die Dauerausstellung präsentiert die Geschichte der Region. Jährliche Wechselausstellungen beleuchten gesellschaftliche und historische Themen. Mehrmals jährlich zeigen regionale Künstler ihre Werke im Haus. Im Schloss finden nahezu wöchentlich Kulturveranstaltungen statt – sowohl in den Museumsräumen als auch im Innenhof des Schlosses, wo zum Beispiel im Sommer kostenloses Freiluftkino geboten wird. Im Erdgeschoss des Schlosses befindet sich ein Museumscafé. Auch ist es möglich, innerhalb der Schlossmauern zu heiraten.

## Baulichkeiten

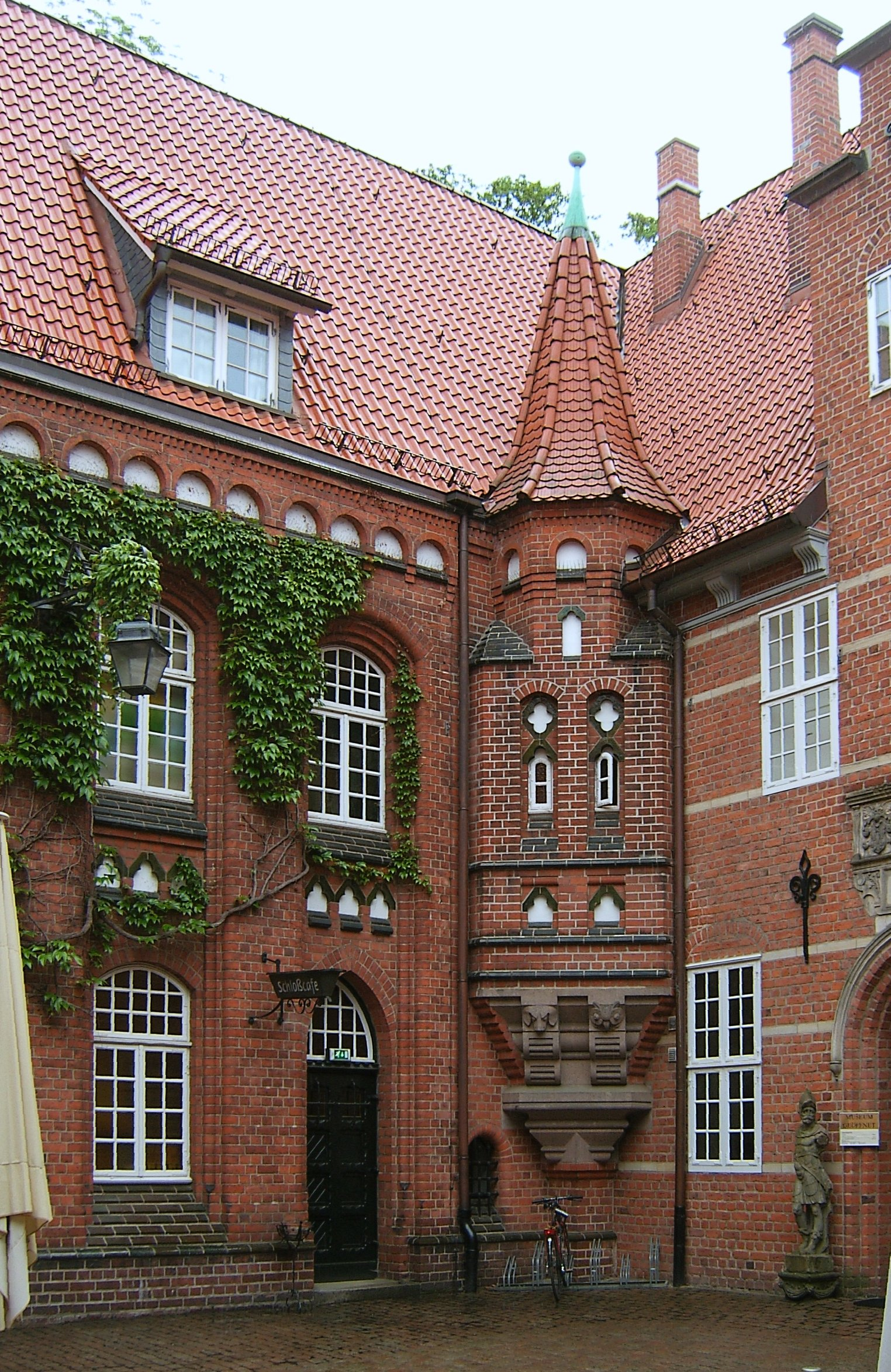
Blick in den Innenhof

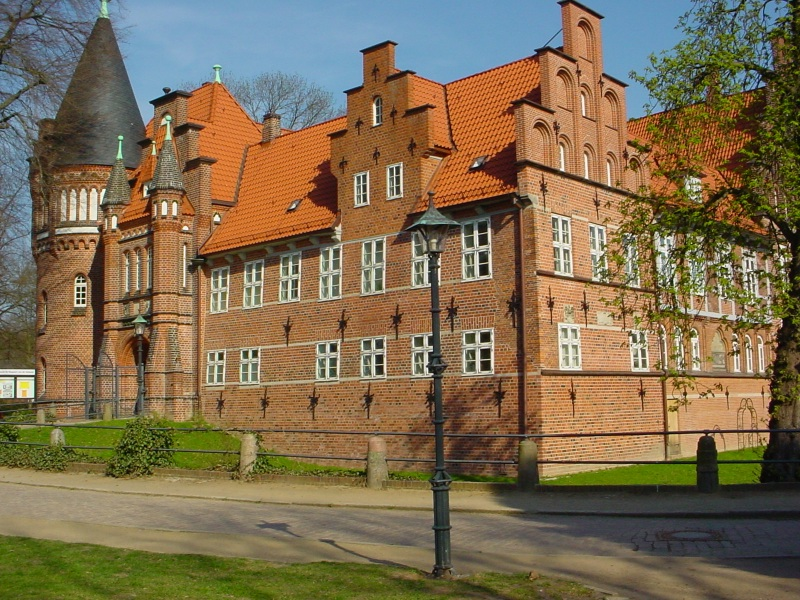
Schloss Bergedorf, Blick auf den Westflügel mit dem Torbau

### Das Schloss
Das Schloss ist eine etwa 30 × 30 Meter große Vierflügelanlage, die von einem Wassergraben umgeben ist. Die ältesten Bauteile bilden die Schauseite zur Stadt. Zwei einander gegenüberliegende Flügel stammen vom Beginn des 17. Jahrhunderts und liegen stilistisch an der Grenze von der Backsteingotik zur Backsteinrenaissance. Sie verbindet ein 1661 errichteter Fachwerktrakt. Zwischen 1899 und 1901 wurden der baufällige Torbau, der Nordflügel und der Turm dem Geschmack der Zeit entsprechend in Formen der Neogotik neu errichtet. 1939 wurde schließlich der bisher die Silhouette prägende Dachreiter auf dem Westflügel entfernt. Im Schloss erinnern unter anderem das Gerichts- und das im Heimatstil eingerichtete Landherrenzimmer an die Vergangenheit des Gebäudes als Verwaltungssitz.

### Der Schlosspark
Nach dem Ende der französischen Herrschaft ließ Amtsverwalter Johann Bernhard Wilhelm Lindenberg – zugleich ein bekannter Botaniker – das Umfeld des Schlosses als einen Park gestalten und an der Südseite Gewächshäuser für seine Pflanzen errichten. Der Öffentlichkeit war der Park allerdings nicht zugänglich. Erst am Ende des 19. Jahrhunderts wurde mit der einsetzenden Industrialisierung der Ruf nach einem Bürgerpark immer lauter. Schließlich wurden die Befestigungsanlagen und die unmittelbare Umgebung des Schlosses zu einem Landschaftsgarten umgestaltet. Seit 1926 steht der idyllische Schlosspark, der an die Bille grenzt, unter Denkmalschutz.